# 95th/Dan Ryan (métro de Chicago)
La station 95th/Dan Ryan est le terminus sud de la ligne rouge du métro de Chicago. La station se trouve dans le quartier de Roseland.
Elle doit son nom à Daniel B. Ryan Jr. (1894-1961) qui fut président du comté de Cook durant deux mandats, de 1923 à 1926 et de 1930 jusqu'à sa mort en 1961.

## Description
Vu sa position à l'entrée sud de Chicago et les correspondances possible avec d'autres moyens de transport, c'est une des stations les plus fréquentées du réseau puisque 4 372 074 passagers l'ont utilisée en 2008. 
La station se situe dans la médiane de la Dan Ryan Expressway. Un trajet jusqu’au Loop prend 30 minutes pour 66 minutes pour arriver à l'autre terminus de la ligne à Howard.
Après le succès de la Congress Branch, un tronçon de la ligne bleue qui fut construit au milieu de l'Eisenhower Expressway en 1958, la construction de la Dan Ryan Branch a été lancée en janvier 1967 et mise en service le 28 septembre 1969 sur base des plans du cabinet Skidmore, Owings and Merrill. Les travaux à hauteur de la station 95th/Dan Ryan ont commencé en janvier 1968.
En 2004, une série d'améliorations a été apportée à la station afin de la remettre au goût du jour et de la rendre accessible aux personnes à mobilité réduite. En 2003 c’est le terminal de bus tout proche qui a été reconstruit en créant des sites propres afin de fluidifier la circulation des bus en heure de pointe principalement.

## Caractéristiques
La station est ouverte 7 jours/7 et 24h/24 se trouve à proximité de l'université d'État de Chicago (Chicago State University ; CSU).

## Projets d'extension
En 2006, le député Jesse Jackson, Jr. a annoncé son intention d'étendre le service de la ligne rouge au-delà de 95th/Dan Ryan plus au sud jusqu'à la 130th Street / Stony Island Avenue. Les études et concertations se poursuivent.

## Desserte
| Nord/Ouest            |  |                      |  | Sud/Est |
| --------------------- |  | -------------------- |  | ------- |
| 87th vers Howard      |  | ligne rouge terminus |  |         |
| modifier sur Wikidata |  |                      |  |         |

## Correspondances avec les bus

### Chicago Transit Authority
- -  #N5 South Shore Night Bus (Owl Service- Service de nuit) 
  -  #N9 Ashland (Owl Service - Service de nuit) 
  -  #29 State 
  -  #34 South Michigan (Owl Service - Service de nuit) 
  -  #95E 93rd/95th 
  -  #95W West 95th 
  -  #100 Jeffery Manor Express 
  -  #103 West 103rd 
  -  #106 East 103rd 
  -  #108 Halsted/95th 
  -  #111 Pullman/111th/115th 
  -  #112 Vincennes/111th 
  -  #119 Michigan/119th

### Bus Pace
- -  #352 Halsted 
  -  #353 95th-River Oaks/Homewood 
  -  #359 Robbins/South Kedzie Avenue 
  -  #381 95th Street 
  -  #395 CTA 95th St. Station/UPS Hodgkins 
  -  #1012 Sears/Prairie Stone

## Galerie d'images

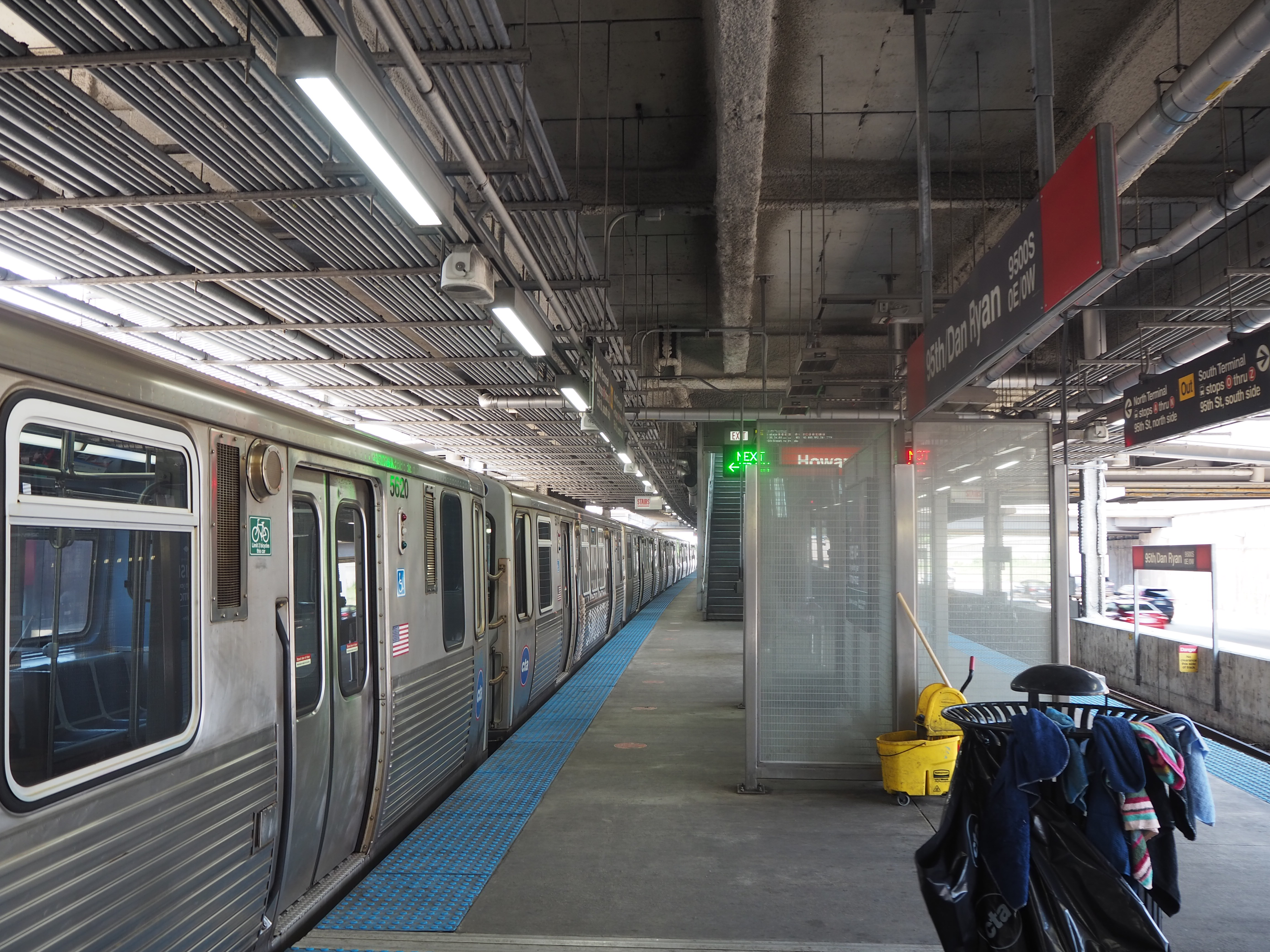
Rame en station.
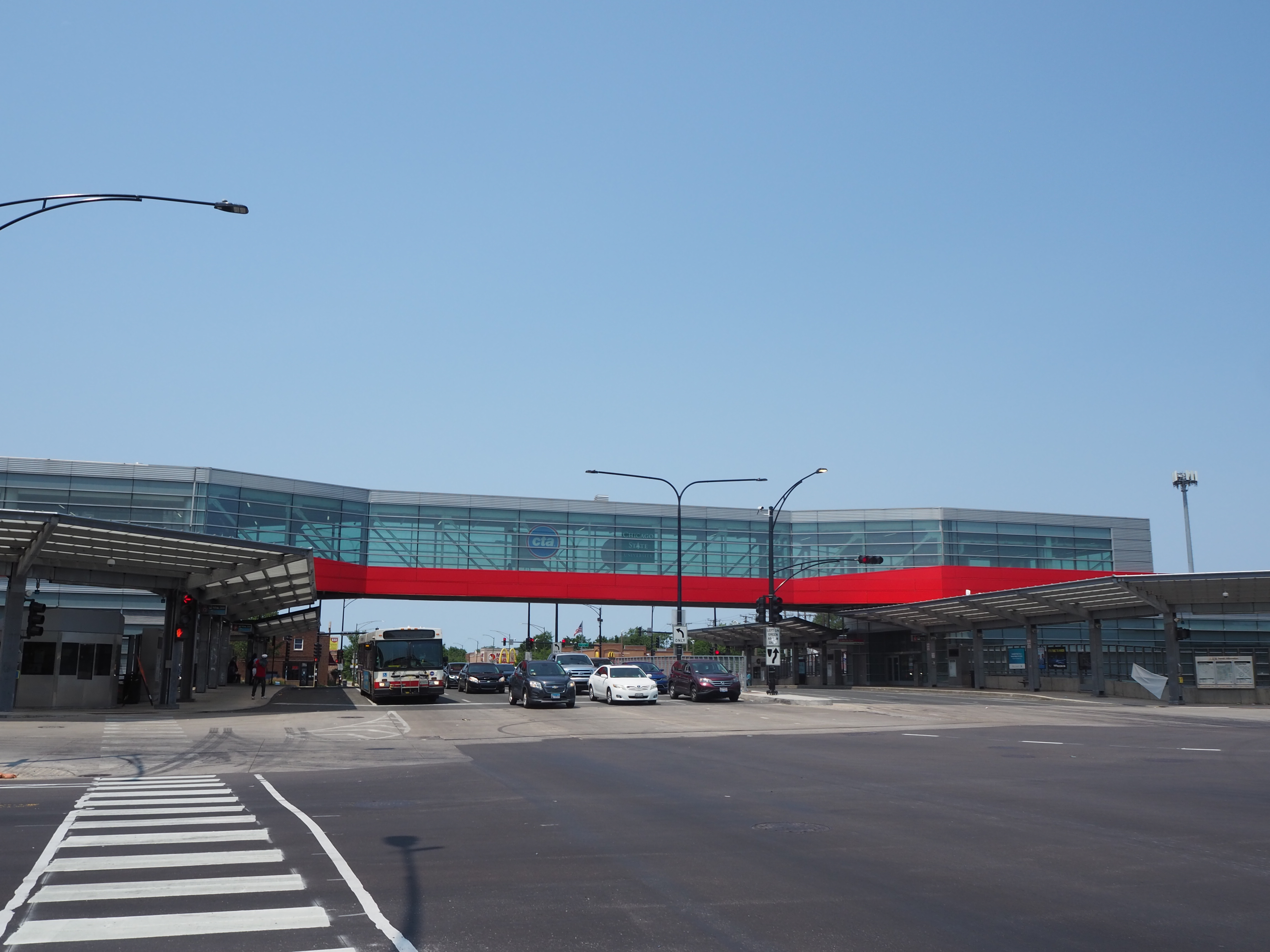
Pont de la station 95th/Dan Ryan.